# نوردکت
نوردکت (انگلیسی: Nordkette) رشته‌ای از کوه‌ها در شمال شهر اینسبروک در اتریش است. از غرب توسط ارل زین به گروه ارلسپیتزه، از شرق از طریق زین استمپلیوخ (۲۲۱۵ متر)) به رشته کوه گلیرش-هالتال متصل می‌شود. بلندترین قله آن کلینر سولشتاین (۲۶۳۷ متر) در غرب رشته کوه است.